# 布伦达·泰勒
布伦达·泰勒（英語：Brenda Taylor，1962年10月28日—），加拿大女子赛艇运动员。她曾代表加拿大参加1992年夏季奥林匹克运动会赛艇比赛，获得女子四人单桨无舵手和女子八人单桨有舵手金牌。